# Ceratina tabescens
Ceratina tabescens är en biart som beskrevs av Cockerell 1912. Ceratina tabescens ingår i släktet märgbin, och familjen långtungebin. Inga underarter finns listade i Catalogue of Life.